# Pella criddlei
Pella criddlei är en skalbaggsart som först beskrevs av Thomas Casey 1911.  Pella criddlei ingår i släktet Pella och familjen kortvingar. Inga underarter finns listade i Catalogue of Life.